# 藤田幸子
藤田 幸子（ふじた さちこ、現姓：相楽、1968年1月9日 - ）は、日本の元バレーボール選手、ビーチバレー選手である。

## 来歴
松蔭高校から1986年日立に入社。同期に大林素子らがいる。同年アジアジュニア大会優勝。
1987年全日本代表初選出。1988年ソウルオリンピックに出場した。
1990年に小田急へ移籍。のちにビーチバレーへ転向。1996年アトランタオリンピックに日立・小田急の同期だった高橋有紀子とペアを組んで出場し5位入賞を果たした。

## 球歴
- 全日本代表 - 1987-1988年
- 全日本代表としての主な国際大会出場歴
  - オリンピック - 1988年、1996年（ビーチバレー）

## 所属チーム
- 松蔭高等学校
- 日立（1986-1990年）
- 小田急（1990-1994年）